# Rivière Bouyaha
Rivière Bouyaha är ett vattendrag i Haiti.   Det ligger i departementet Centre, i den centrala delen av landet, 80 km norr om huvudstaden Port-au-Prince.